# Eva Brockmann
Eva Brockmann (* 27. Januar 1999 in München) wurde am 29. September 2023 zur 75. Deutschen Weinkönigin gewählt. Sie ist die zweite (gewählte) Weinkönigin, bei deren Wahl das Publikum mitentscheiden konnte.

## Leben
Brockmann wuchs in Haibach im bayerischen Landkreis Aschaffenburg auf. Sie kommt somit aus dem Weinbaugebiet Franken. Sie ist ausgebildete Winzerin und besitzt den Abschluss eines Bachelor of Science in den Studienbereichen Weinbau und Oenologie der Hochschule Geisenheim.
Brockmann wurde am 27. Mai 2022 zur 65. Fränkischen Weinkönigin gewählt. Bei ihrer Wahl trat sie für die Weinbaugemeinde Großwallstadt an. Da die Wahl sich coronabedingt verzögert hatte, wurde ihr eine Verlängerung ihrer Amtszeit bis März 2024 angeboten.
Im Saalbau zu Neustadt an der Weinstraße wurde am 29. September 2023 mit Brockmann erstmals seit der Wahl von Marlies Dumbsky 2008 wieder eine Fränkin zur Weinkönigin gewählt. Wie bei ihrer direkten Vorgängerin Katrin Lang durfte auch diesmal das Publikum aktiv mitbestimmen, sodass Brockmann die zweite Weinkönigin ist, die per Zuschauerentscheid gewählt wurde. Ihr Ziel war es, die Zusammenarbeit zwischen den Weinanbaugebieten in Deutschland zu stärken. An ihrer Seite standen die beiden Weinprinzessinnen Jessica Himmelsbach aus Baden und Lea Baßler aus der Pfalz.
Kurz vor Bekanntgabe des Wahlergebnisses sagte Brockmann über die Finalistinnen: „Jede hätte es verdient“. Das erste Glas nach der Wahl widmete sie ihrer Mutter.
2025 übernahm sie von ihrer früheren Vorgängerin Nicole Then die Co-Moderation der Sendung „Die Närrische Weinprobe“ im BR Fernsehen an der Seite von Martin Rassau.